# Bögöt
Bögöt (vyslovováno [beget], chorvatsky Bogut) je vesnice v Maďarsku v župě Vas, spadající pod okres Sárvár. Nachází se asi 6 km západně od Sárváru. V roce 2015 zde žilo 384 obyvatel. Dle údajů z roku 2011 tvoří 88,3 % obyvatelstva Maďaři, 3 % Romové a 0,8 % Němci, přičemž 11,4 % obyvatel se k národnosti nevyjádřilo.
Vesnice leží na silnici 8458. Sousedními vesnicemi jsou Csénye, Porpác, Szeleste a Vát, sousedním městem Sárvár.